# Mogens Jensen
 Der er flere personer med dette navn, se Mogens Jensen (flertydig).
Mogens Jensen (født 31. oktober 1963 i Nykøbing Mors) er en dansk politiker for Socialdemokratiet. Han har været valgt til Folketinget siden 2005. I Helle Thorning-Schmidts sidste regering var han handels- og udviklingsminister. Han var minister for fødevarer, fiskeri, ligestilling og minister for nordisk samarbejde fra juni 2019 til november 2020, hvor han trak sig som følge af minksagen.

## Baggrund
Mogens Jensen er søn af ekspedient Harry Jensen og hjemmehjælper Ebba Møller Jensen. Han gik på Nykøbing Mors Folke- og Realskole fra 1970 til 1979 og fortsatte på Morsø Gymnasium, hvor han blev student i 1982.
Senere fra 1997 til 1999 tog han Fagbevægelsens lederuddannelse på LO-skolen i Helsingør.
Mogens Jensen var uddannelsessekretær hos Danmarks Socialdemokratiske Ungdom mellem 1982-1985.
Han var konsulent ved Arbejdernes Oplysningsforbund fra 1985 til 1987, først som kulturkonsulent, siden som ulandskonsulent.
I 1987 blev han ungdomskonsulent i LO og havde efterfølgende en række stillinger her, senest som rådgiver for LO’s formand Hans Jensen. I 2002 havde han orlov og arbejdede som kampagneleder for tidl. statsminister Poul Nyrup Rasmussen. Han vendte derefter tilbage til LO og var ansat i formandssekretariatet frem til sit valg til Folketinget i  2005.
I 1990'erne havde han succes med sin parodi på den daværende statsminister Poul Nyrup Rasmussen.
Mogens Jensen optrådte i DR radio og tv ved flere lejligheder, blandt andet i DR's radioprogram Station 3 med Trine Gregorius.

## Politisk karriere
Mogens Jensen var formand for Danmarks Socialdemokratiske Ungdom på Mors og i Viborg Amt 1979-1982.
Han meldte sig ind i Socialdemokratiet i 1979 og har siden været medlem.
Han var medlem af partiet kulturudvalg 1982–1986, og
imellem 1986 og 1988 var han medlem af forretningsudvalget i Danmarks Socialdemokratiske Ungdom.
I 2002 blev Mogens Jensen kampagneleder for Poul Nyrup Rasmussen, og i 2003 overtog Mogens Jensen Nyrups gamle valgkreds.
Han blev dermed folketingskandidat i Herningkredsen fra 2003, hvilket fortsatte frem til 2006.
Ved Folketingsvalget 2005 blev han valgt ind for Ringkøbing Amtskreds og har siden siddet i Folketinget.
Siden 2007 har hans kandidatur været for Herning Sydkredsen, og ved Folketingsvalget 2007 blev han valgt for Vestjyllands Storkreds.
.
I Folketinget har Mogens Jensen i en lang periode været Socialdemokratiets kulturordfører og medieordfører. Han har i flere perioder været medlem af den danske delegation til Europarådet og medlem af Færøudvalget, Grønlandsudvalget, Kulturudvalget, Retsudvalget, Det Udenrigspolitiske Nævn, delegationen til Nordisk Råd og Udenrigsudvalget.
Mogens Jensen var gruppeformand for Socialdemokratiet fra 2011-2012 og har været valgt som næstformand for partiet siden 2012.
Da SF trådte ud af regeringen, blev Mogens Jensen Handels- og udviklingsminister i Regeringen Helle Thorning-Schmidt II den 3. februar 2014. I Mette Frederiksens regering var han Minister for fødevarer, fiskeri, ligestilling og minister for nordisk samarbejde fra 27. juni 2019 til d. 18. november 2020.
På et pressemøde den 4. november 2020 oplyste statsminister Mette Frederiksen, at regeringen havde besluttet, at samtlige mink i Danmark skulle aflives på grund af risiko smitte med COVID-19. Efterfølgende kom det frem, at denne beslutning ikke havde lovhjemmel. Regeringen udarbejdede derefter en redegørelse for forløbet, som blev offentliggjort den 18. november 2020. Mogens Jensen trak sig umiddelbart efter fra sin post som minister. Folketinget besluttede at nedsætte en granskningskommission til at undersøge forløbet omkring regeringsbeslutningen.
Den 30. juni 2022 fremlagde Granskningskommissionen sin beretning. Kommissionen fandt, at den tidligere fødevareminister afgav urigtige oplysninger til Folketinget under et samråd den 11. november 2020.
Til kommissionen havde han forklaret at han først blev bekendt med den manglende lovhjemmel den 7. november, men kommissionen konkluderede at han var informeret den 5. november.

## Tillidshverv
Mogens Jensen var medlem af bestyrelsen for Danske Gymnasieelevers Sammenslutning 1981-1982 og HK-tillidsrepræsentant i årene 1983-1985.
Desuden har han været medlem af en række bestyrelser i kulturorganisationer: ARTE (1982-1985), foreningen Kunst på arbejdspladsen (fra 1998), Björn Afzelius' Internationale Kulturudvalg (fra 2003), Arbejdermuseet (fra 2005)
og Museum Jorn. Han har endvidere siddet i bestyrelsen for Jobbanken og Copenhagen Pride. I 2015 blev han landsformand for Foreningen Norden i Danmark.
Fra 2018-19 var han formand for bestyrelsen for DIPD, Dansk Institut for Partier og Demokrati og fra 2021 har han været beskikket formand for Folketeatrets bestyrelse.

## Publikationer og andet
Mogens Jensen har skrevet debatoplæggene En samordnet ungdomsuddannelse (1995) og Menneskene skal blomstre (1987) samt andre faglige debatoplæg. Han bidrog til LO's 100-års-jubilæumsbog I takt med tiden fra 1998 og diverse film- og teaterproduktioner.
Jensen har også har i bidrag i udgivelsen Danmark skal sprudle af ambitioner.
Han er modtager af Gymnasieskolernes Lærerforenings Jubilæumspris 1995.
Sammen med flere andre socialdemokratiske toppolitikere blev han i december 2024 udnævnt til kommandør af Dannebrog.